# Tôm hùm mũ ni
Tôm hùm mũ ni, tên khoa học Thenus orientalis, còn gọi là Tôm vỗ dẹp trắng, là một loài tôm mũ ni trong họ Scyllaridae, sống ở Ấn Độ Dương và Thái Bình Dương.

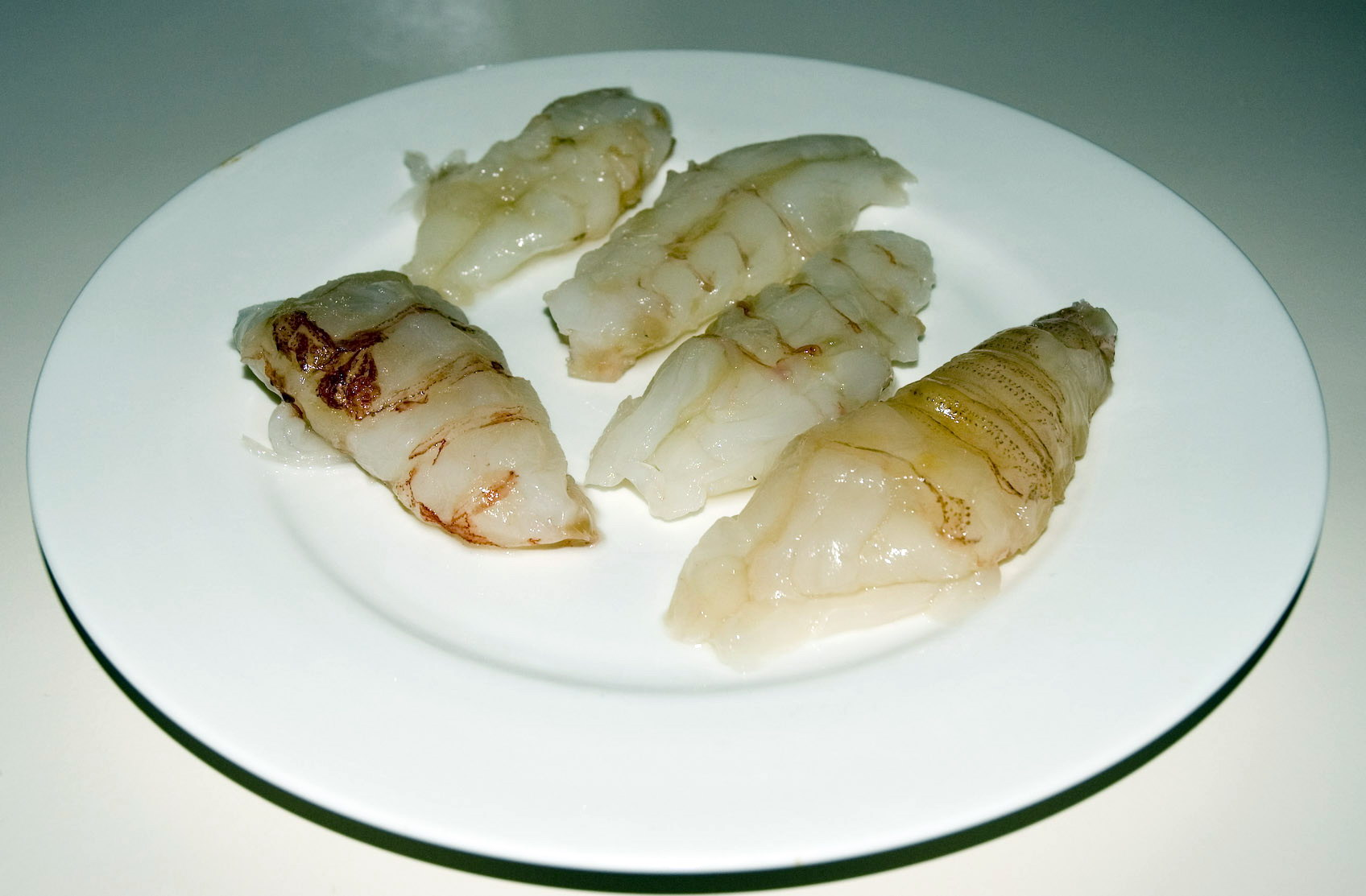
Thịt tôm T. orientalis đã tách vỏ trước khi nấu

T. orientalis được biết đến ở Úc với tên gọi thông dụng là bọ Moreton Bay do chúng phổ biến ở vùng Vịnh Moreton, Brisbane, Queensland. Chúng cũng được sử dụng như một nguyên liệu ưa chuộng trong nhiều món ăn Singapore . Loài này đôi khi bị nhầm lẫn với bọ Balmain (Ibacus peronii) nhưng có thể phân biệt bằng vị trí của mắt: mắt của I. peronii nằm gần đường giữa, trong khi mắt của T. orientalis nằm ở rìa mai.
T. orientalis có thân hình lõm xuống nhiều và phát triển chiều dài cơ thể tối đa là 25 xentimét (9,8 in) hoặc chiều dài mai là 8 cm (3,1 in) .

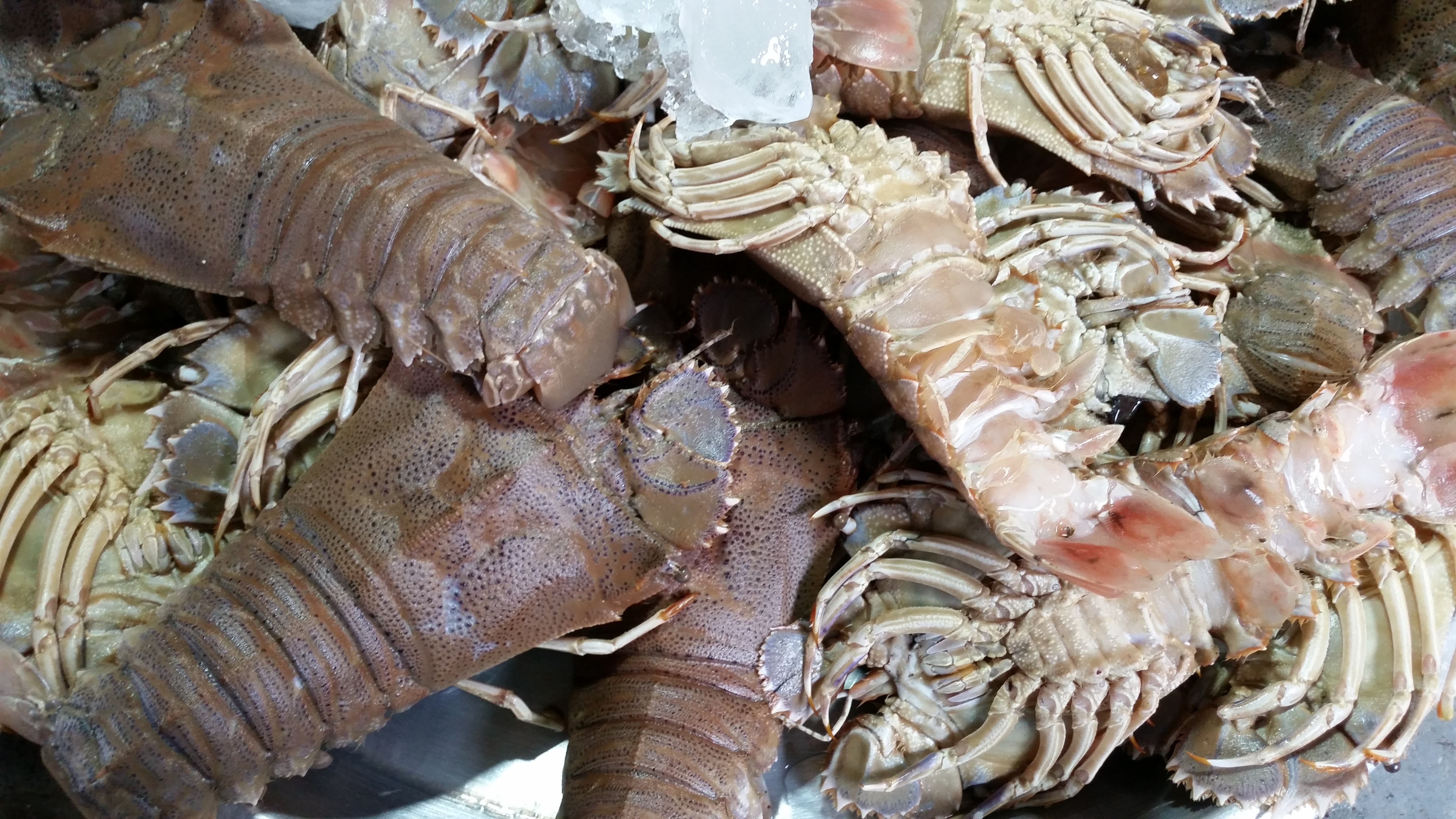
T. orientalis tại một khu chợ ở Thái Lan.

T. orientalis phân bố ở các vùng biển Ấn Độ Dương-Tây Thái Bình Dương, trải dài từ bờ biển phía đông châu Phi (phía nam Biển Đỏ, tới Natal) đến Trung Quốc bao gồm Vịnh Ba Tư, miền nam Nhật Bản, Philippines và dọc theo bờ biển phía bắc Australia từ Tây Australia đến Queensland. Chúng cũng bị đánh bắt ở quy mô nhỏ ngoài khơi bờ biển Malaysia và Singapore.